# Сакаї Хоїцу
Сакаї Хоїцу (1 серпня 1761 —4 січня 1828) — японський художник періоду Едо, представник художньої школи Рін. Мав псевдоними Осон, Кеїкйодо, Нісонан, Ука-ан.

## Життєпис
Походив зізнатного роду Сакаї з провінції Мікава. Другий син Сакаї Тадамоті, старшого сина Сакаї Тададзумі, даймьо Хімедзі-хану в провінції Харіма. Народився у 1761 році в резиденціх клану Сакаї встолиці сьгунату — Едо. 1767 року втратив батька. Після повноліття став зватися Сакаї Тадамото. 1777 року отримав утримання в 1000 коку.
Замолоду виявив хист до малювання. Перебрався до Кіото, де став навчатися в школі Кано, потім став учнем художника Утаґава Тойохару, в якого навчався укійо-е. Згодом вчився у Ватанабе Нанґаку зі школи Сідзьо і Со Сісекі зі школи Нанга, але зрештою став послідовником школи Ріна. Взяв псевдоним Хоїцу.
У 1797 році став буддистським ченцем монастиря Нінсі Хонґан-дзі, де жив відлюдником. Отримав буддистськезвання ґон-но-дайсодзу. 1809 року перебрався до Сітая — району Едо, де звів невеличкий маєток під назвою «Ука-ан». Тут цілком присвятив себе мистецтву. У цей час він був зайнятий докладним вивченням творчості Оґата Коріна і його брата Оґата Кендзана. Помер у 1828 році. серед його учнів найбільш уславився Судзукі Кіїцу.

## Творчість

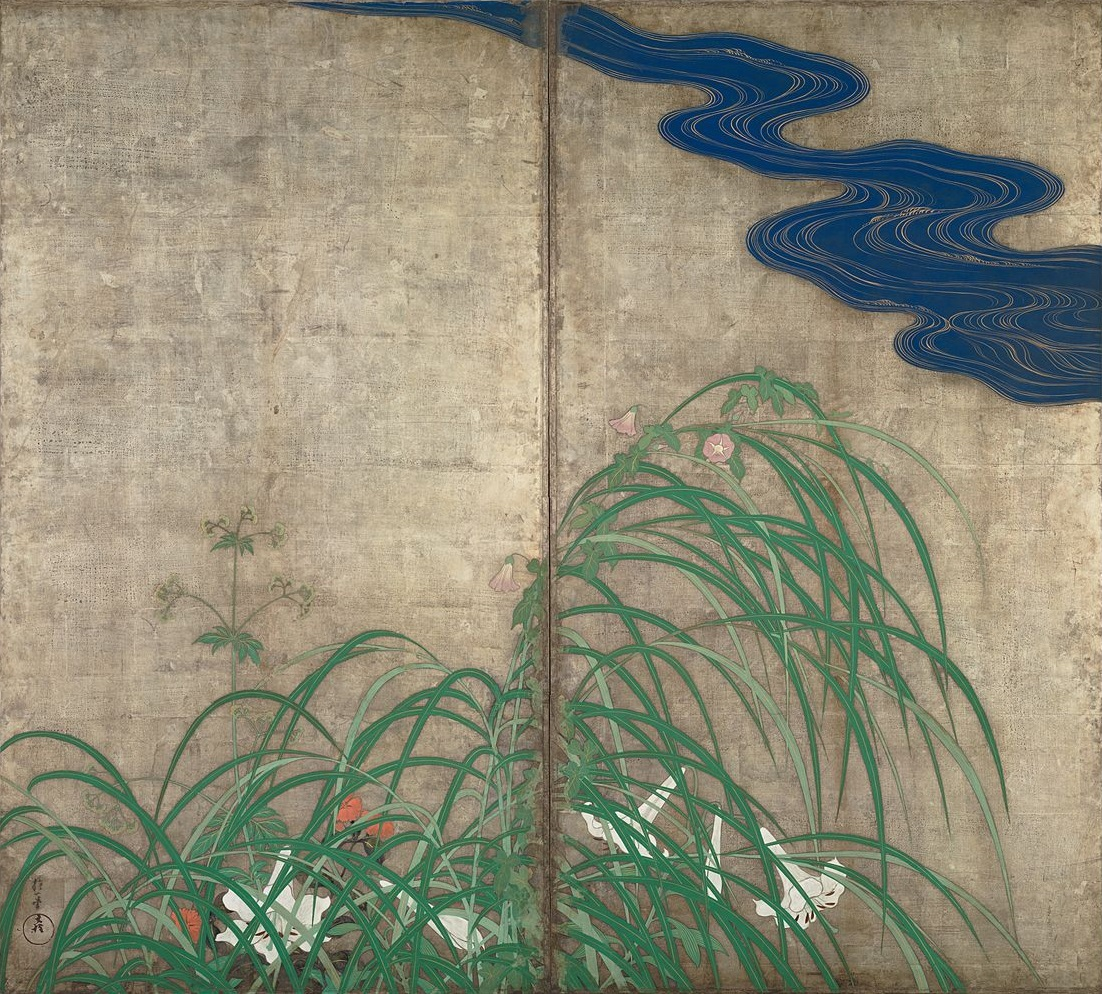
права ширма роботи «Квіти і трави літа і осені»

Картини Сакаї Хоїцу поєднують в собі реалізм укійо-е і декоративність стилю Огата Коріна, який Хоїцу активно розвивав. Значна частина його робіт є варіаціями на тему творів Огата Коріни При малюванні рослин Хоїцу не дотримувався стилю тіаросуро (реалізм), а більше декоративного стилю школи Нампін. У подвійній ширмі «Квіти і трави літа і осені» (розмір 164,5 × 181.8 см, зберігається у Національному музеї Токіо), за словами критика Роберта Г'юза, «можна практично відчути вітер, складаний ритмічні ряди стебел і листя». Це доволі оригінальна робота, виконана в новому стилі, поступово створеному Хоїцу: менш умовно-абстрактному, ніж у старих майстрів школи Рін, більш натуралістичному і дивовижно витонченому. Скупими засобами створює Сакаї Хоїцу різні за духом образи двох сезонів, двох різних станів і настроїв природи. Сам художник вважав цю картину головним твором усього свого життя.
Про іншу ширму «Квітучі рослини літа» той же Роберт Г'юз заявив, що Хоїцу володіє «афористичній силою спостережливості».
Сакаї Хоїцу створив низку репродукцій творів братів Огата Коріна і Огата Кендзана, видав дві книги з роботами братів і одну зі своїми власними — «Корін Хякузу» (1815 рік), «Кендзан Ібоку Ґафу» (1823 рік), і «Осон Ґафу» відповідно.
Також працював в каліграфії, є автором вірші у стилі хайку.